# Romanizzazione Yale del cantonese
La romanizzazione Yale del cantonese fu sviluppata dallo studioso di Yale Gerard P. Kok per il libro di testo suo e di Parker Po-fei Huang Speak Cantonese, inizialmente diffuso a fogli mobili nel 1952 ma successivamente pubblicato nel 1958.
A differenza della romanizzazione Yale del mandarino, è ancora ampiamente utilizzata nei libri e nei dizionari, soprattutto per gli studenti stranieri di cantonese. Condivide alcune somiglianze con Hanyu Pinyin in quanto le consonanti sorde e non aspirate sono rappresentate da lettere tradizionalmente usate in inglese e nella maggior parte delle altre lingue europee per rappresentare i suoni sonori. Ad esempio, [p] è rappresentato come b nella romanizzazione Yale, mentre la sua controparte aspirata, [pʰ], è rappresentata come p. Agli studenti che frequentano il Centro di lingua cinese New-Asia Yale-in-China dell'Università cinese di Hong Kong, il cantonese viene insegnato utilizzando la romanizzazione Yale.
Alcuni appassionati utilizzano la romanizzazione Yale per esplorare la scrittura cantonese come lingua alfabetica.

## Iniziali
| b [p] 巴   | p [pʰ] 怕   | m [m] 媽  | f [f] 花 |          |
| d [t] 打   | t [tʰ] 他   | n [n] 那  |          | l [l] 啦 |
| g [k] 家   | k [kʰ] 卡   | ng [ŋ] 牙 | h [h] 蝦 |          |
| gw [kʷ] 瓜 | kw [kʷʰ] 誇 |           |          | w [w] 蛙 |
| j [ts] 渣  | ch [tsʰ] 叉 |           | s [s] 沙 | y [j] 也 |

## Finali
| a [aː] 沙  | aai [aːi̯] 晒 | aau [aːu̯] 筲 | aam [aːm] 三 | aan [aːn] 山 | aang [aːŋ] 省 | aap [aːp̚] 圾 | aat [aːt̚] 殺 | aak [aːk̚] 客 |
|            | ai [ɐi̯] 西   | au [ɐu̯] 收   | am [ɐm] 心   | an [ɐn] 新   | ang [ɐŋ] 生   | ap [ɐp̚] 十   | at [ɐt̚] 失   | ak [ɐk̚] 塞   |
| e [ɛː] 些  | ei [ei̯] 四   |              |              |              | eng [ɛːŋ] 聲  |              |              | ek [ɛːk̚] 石  |
| i [iː] 司  |              | iu [iːu̯] 消  | im [iːm] 閃  | in [iːn] 先  | ing [ɪŋ] 星   | ip [iːp̚] 攝  | it [iːt̚] 舌  | ik [ɪk̚] 色   |
| o [ɔː] 蔬  | oi [ɔːy̯] 鰓  | ou [ou̯] 酥   |              | on [ɔːn] 看  | ong [ɔːŋ] 康  |              | ot [ɔːt̚] 割  | ok [ɔːk̚] 各  |
| u [uː] 夫  | ui [uːy̯] 灰  |              |              | un [uːn] 寬  | ung [ʊŋ] 風   |              | ut [uːt̚] 闊  | uk [ʊk̚] 福   |
| eu [œː] 靴 | eui [ɵy̯] 去  |              |              | eun [ɵn] 信  | eung [œːŋ] 上 |              | eut [ɵt̚] 摔  | euk [œːk̚] 削 |
| yu [yː] 書 |              |              |              | yun [yːn] 孫 |               |              | yut [yːt̚] 雪 |              |
|            |              |              | m [m̩] 唔     |              | ng [ŋ̩] 吳     |              |              |              |

- Solo le finali m e ng possono essere usate come sillabiche nasali a sé stanti.

## Toni

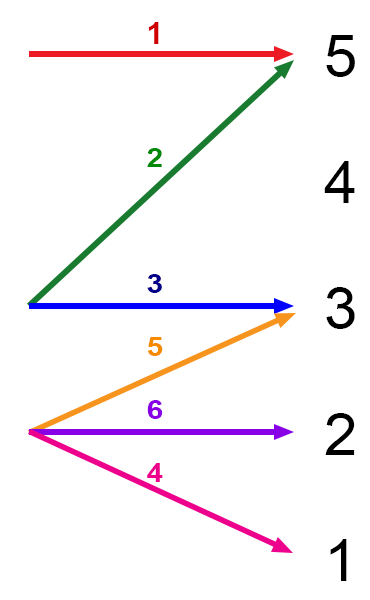
Rappresentazione grafica dei toni del cantonese a sei toni.

Il cantonese moderno ha fino a sette toni fonemici. Il cantonese Yale rappresenta questi toni utilizzando una combinazione di segni diacritici e della lettera h. La linguistica cinese tradizionale tratta i toni delle sillabe che terminano con una consonante occlusiva come "toni entranti" separati. Il cantonese Yale segue le convenzioni linguistiche moderne nel trattarli rispettivamente come i toni alto piatto, medio piatto e basso piatto.
| N° | Descrizione     | Numeri e toni IPA & Chao | Rappresentazione Yale | Rappresentazione Yale | Rappresentazione Yale |
| -- | --------------- | ------------------------ | --------------------- | --------------------- | --------------------- |
| 1  | alto piatto     | ˥ 55                     | sī                    | sīn                   | sīk                   |
| 1  | alto calante    | ˥˨ 52                    | sì                    | sìn                   |                       |
| 2  | medio crescente | ˧˥ 35                    | sí                    | sín                   |                       |
| 3  | medio piatto    | ˧ 33                     | si                    | sin                   | sik                   |
| 4  | basso calante   | ˨˩ 21                    | sìh                   | sìhn                  |                       |
| 5  | basso crescente | ˨˧ 23                    | síh                   | síhn                  |                       |
| 6  | basso piatto    | ˨ 22                     | sih                   | sihn                  | sihk                  |

## Esempi
| Tradizionale | Semplificato | Romanizzazione |
| ------------ | ------------ | -------------- |
| 廣州話       | 广州话       | gwóng jàu wá   |
| 粵語         | 粤语         | yuht yúh       |
| 你好         | 你好         | néih hóu       |

Esempio di trascrizione di una delle Trecento poesie Tang di Meng Haoran:
| 春曉 孟浩然  | chèun híu maahng houh yìhn |
| ------------ | -------------------------- |
| 春眠不覺曉， | chèun mìhn bāt gok híu,    |
| 處處聞啼鳥。 | chyu chyu màhn tàih níuh.  |
| 夜來風雨聲， | yeh lòih fùng yúh sìng,    |
| 花落知多少？ | fà lohk jì dò síu?         |